# Izba Gmin Kanady
Izba Gmin Kanady (ang. House of Commons of Canada, fr. Chambre des communes du Canada) – izba niższa parlamentu federalnego Kanady. Składa się z 338 deputowanych wybieranych na kadencję nie dłuższą niż cztery lata (z możliwością skrócenia przez gubernatora generalnego na wniosek premiera). W wyborach stosuje się ordynację większościową i jednomandatowe okręgi wyborcze.
Czynne i bierne prawo wyborcze przysługuje obywatelom Kanady zamieszkującym na terytorium tego państwa oraz mieszkającym za granicą nie dłużej niż od 5 lat (ograniczenie to nie dotyczy dyplomatów, żołnierzy i innych osób, których pobyt za granicą związany jest ze służbą państwową), mającym ukończone co najmniej 18 lat.

## Galeria

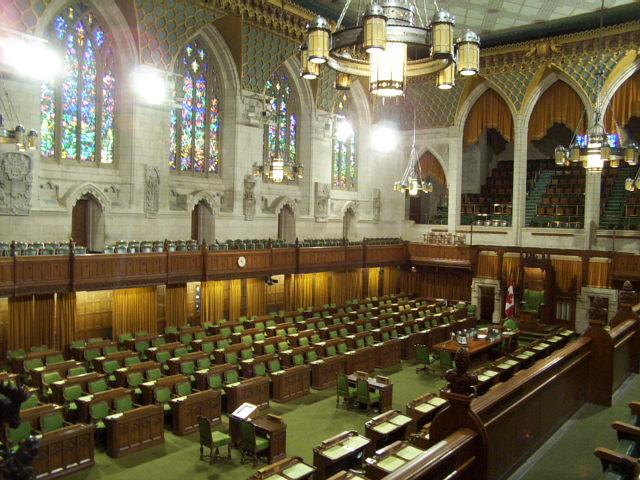
Sala posiedzeń
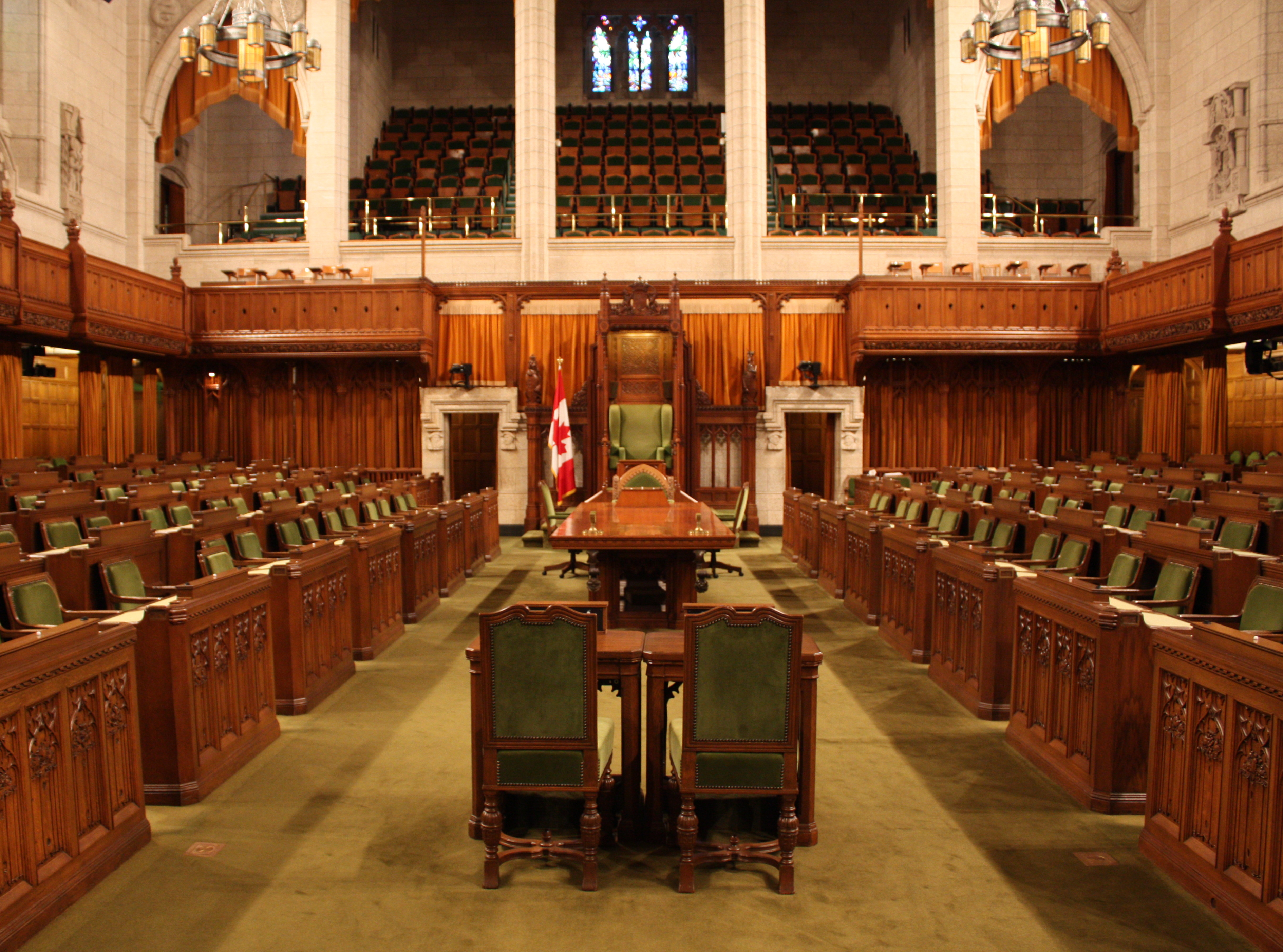
Sala posiedzeń
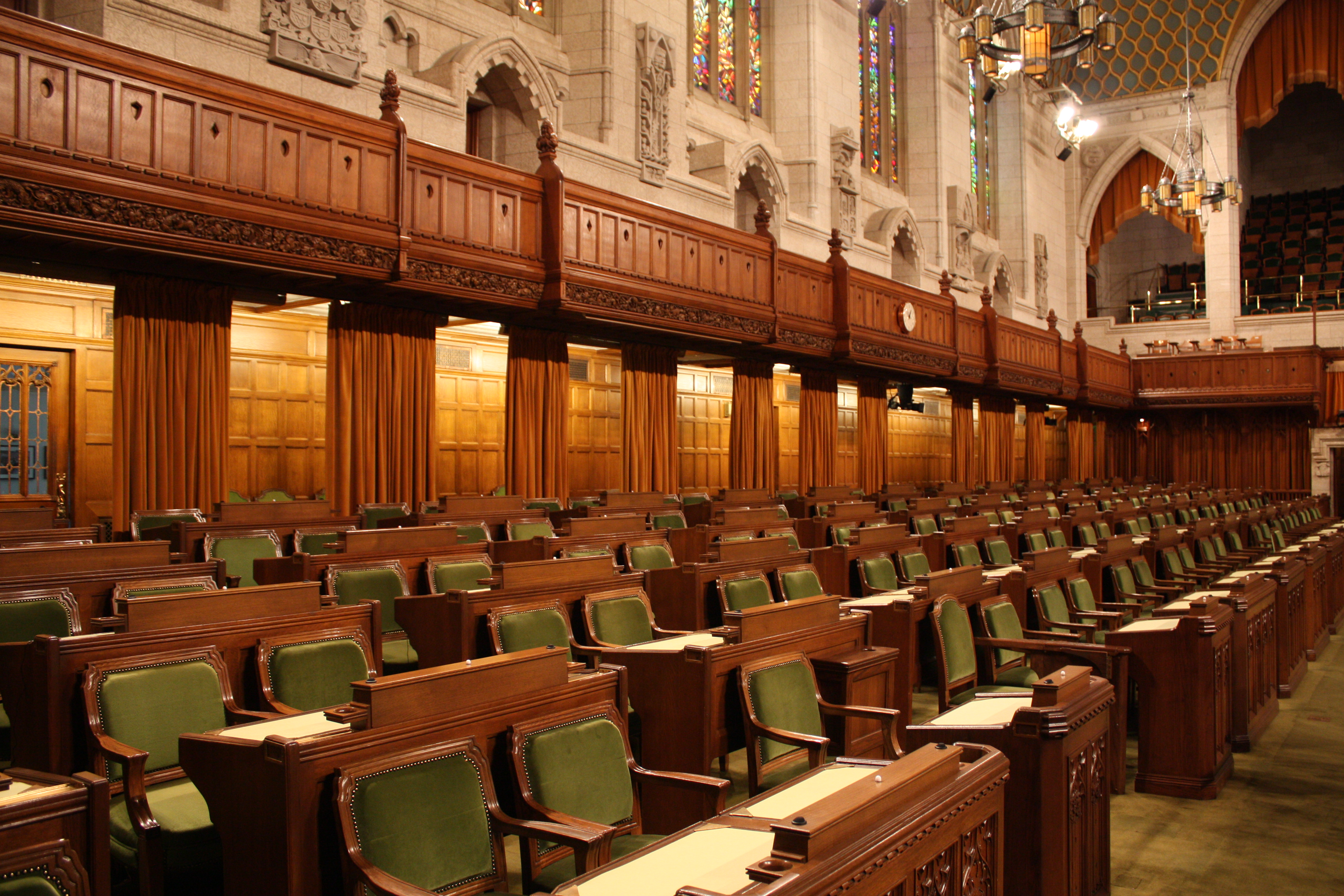
Fotele deputowanych
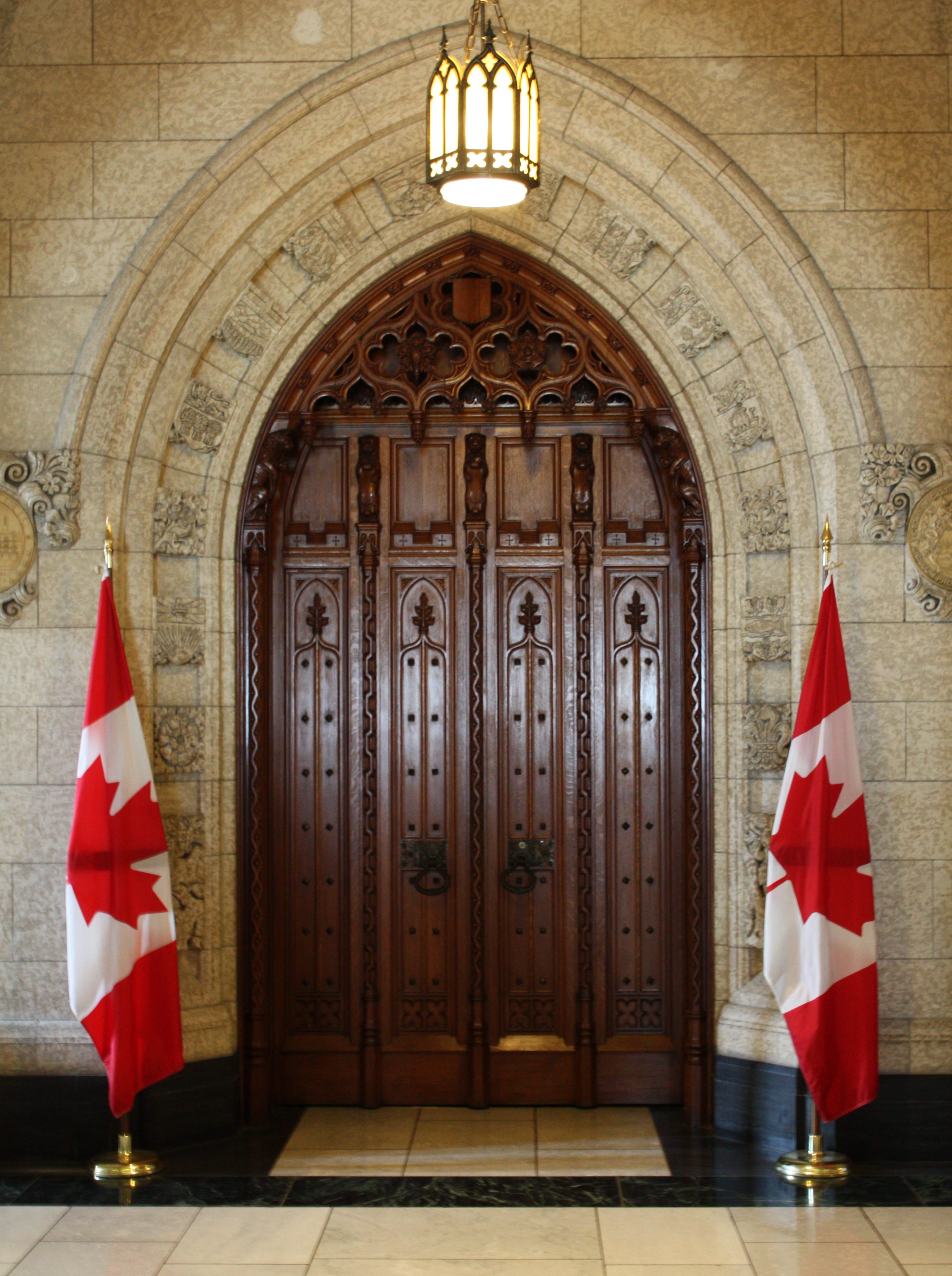
Główne drzwi do sali posiedzeń